# Christoph Hinterhuber
Christoph Hinterhuber (* 8. Oktober 1969 in Innsbruck) ist ein österreichischer bildender Künstler.

## Leben
Christoph Hinterhuber studierte von 1994 bis 1998 an der Akademie der Bildenden Künste Wien (bei Arnulf Rainer und Peter Kogler) Malerei und Neue Technologien. Bis 2005 lebte er vorwiegend in Wien und Berlin, mit längeren Arbeitsaufenthalten in Chicago, Grenoble, Kairo, Melbourne, Mexiko-Stadt, Moskau, Nantes, Paliano, Paris, Rom und St. Petersburg. 2001 war Hinterhuber Vertreter Österreichs bei der 8. Internationalen Cairo Biennale (Kuratorin Birgit Jürgenssen). Seit 2005 lebt er vorwiegend in Innsbruck. Von 2009 bis 2015 lehrte Hinterhuber am Institut für experimentelle Architektur und von 2015 bis 2020 am Institut für Gestaltung.
Christoph Hinterhuber ist Mitglied der Wiener Secession (Vorstand 2006–2007) und Mitglied der Tiroler Künstlerschaft (Vorstand 2008–2016). Von 2008 bis 2009 war er Kurator für medien.kunst.tirol / Kunstraum Innsbruck, von 2011 bis 2014 Veranstalter des nomadischen Techno-Clubs the-revolution-is-over-and-we-have-won. Seit 2011 ist Hinterhuber im Fachbeirat des Künstlerhauses Schloss Büchsenhausen in Innsbruck.

## Werk
Christoph Hinterhuber arbeitet mit einem stark konzeptuellen und vom Digitalen geprägten Ansatz. Sein Werk fokussiert aus verschiedenen Blickwinkeln Fragen der Abstraktion und des Raums. Miteinander verwoben werden Bildräume, Handlungsräume, digitaler und virtueller Raum, semiotischer Raum, architektonischer Raum, Sprachraum, Klangraum, öffentlicher Raum, soziale, kognitive und historische Räume.
Hinterhubers Arbeiten realisieren komplexe mediale Lösungen und bewegen sich in einem breiten, Malerei, Wandmalerei, Neonanlagen, Installation, 3D-Computeranimation, Grafik, Performance, Sprach- und Techno-Sound umfassenden Feld. In diesem Kontext stehen zahlreiche Verwirklichungen von großformatigen Projekten zu Kunst im öffentlichen Raum, Permanente Installationen, Ortsbezogene Kunst, Kunst und Architektur.
2020 übersiedelte Hinterhubers 55 m lange großformatige Neoninstallation de-decode de-recode re-decode re-recode, die bereits 2006 an der Kunsthalle Wien gezeigt wurde, auf das Dach des Tiroler Landesmuseums Ferdinandeum.

## Auszeichnungen (Auswahl)
- 2025: Tiroler Landespreis für zeitgenössische Kunst (Hauptpreis)[2]
- 2009: Österreichisches Staatsstipendium für Bildende Kunst
- 2008: RLB-Kunstpreis (Hauptpreis)[3]
- 2006: Förderpreis der Stadt Innsbruck für Grafik
- 2000: Förderpreis des Landes Tirol für Zeitgenössische Kunst

## Kunst im öffentlichen Raum, Permanente Installationen, Kunst und Architektur (Auswahl)

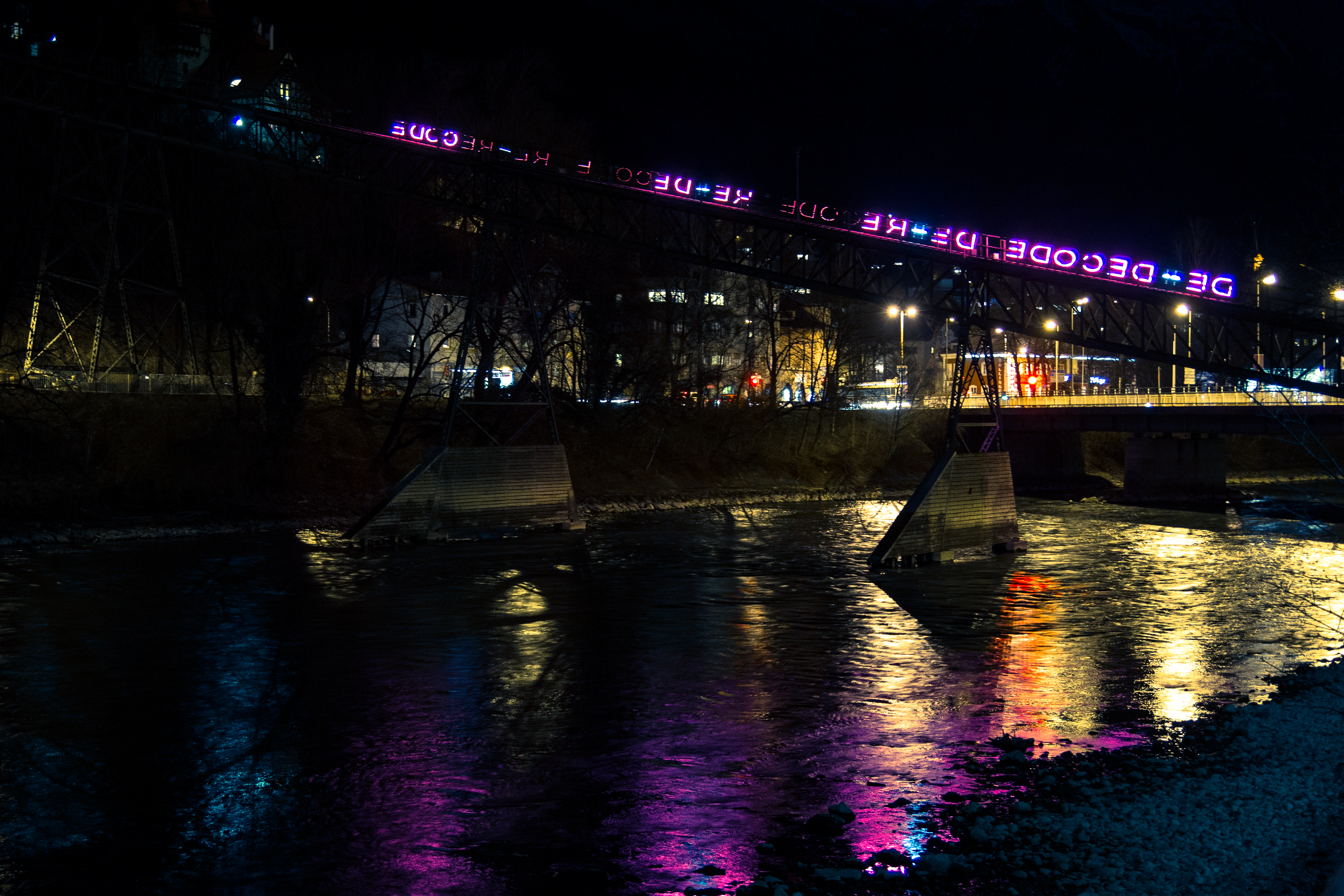
de-decode de-recode re-decode re-recode an der alten Hungerburgbahnbrücke

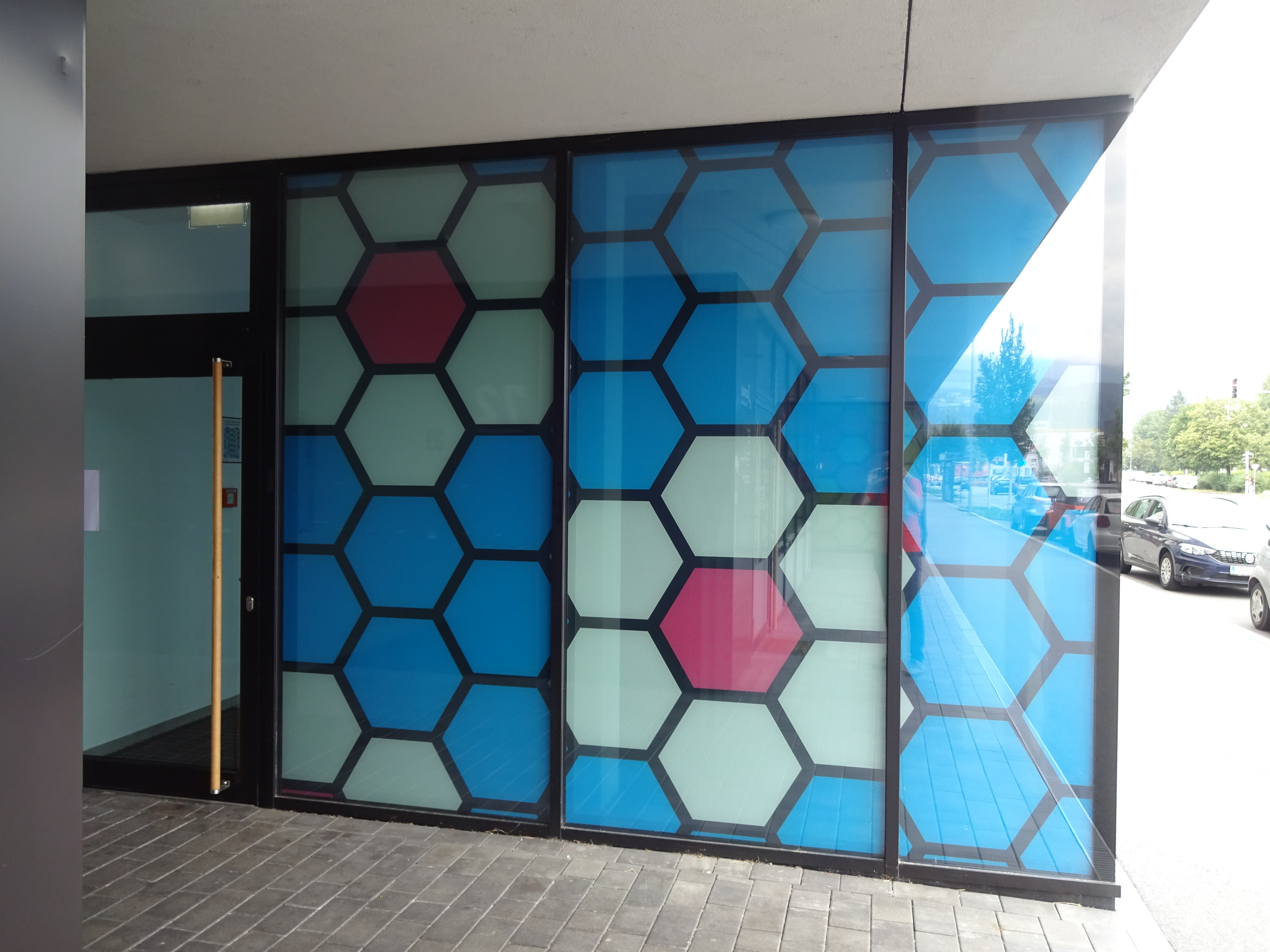
Flower Power, Wohen am Park

- 2020: Wohnanlage „Wohnen am Park“, Innsbruck – Flower Power[4]
- 2020: Tiroler Landesmuseum Ferdinandeum – de-decode de-recode re-decode re-recode[5][6]
- 2018: Hôtel Elysées-Mermoz Paris – John Armleder Christoph Hinterhuber Gwendal Lego Oscar Maléssène[7]
- 2017: Empl Immobilien Kaltenbach – oT (5243 Schindeln, 35 × 20,4 cm, Stahl 4 mm, pink pulverbeschichtet) & dancing squares[8]
- 2015: Künstlerhaus Büchsenhausen Innsbruck – post kunst para uni
- 2014: Niederstätter AG Bozen – menwomen[9]
- 2013: Altes Rundgemälde Innsbruck – event horizon (vertikal)[10]
- 2012: BKH St. Johann/Tirol – oT (mobile)
- 2010: Data Center PKH Hall – cybergnosis
- 2009: Alte Hungerburgbahn-Brücke Innsbruck – de-decode de-recode re-decode re-recode
- 2009: Lufthansa Training & Conference Center Seeheim – bildung durch variation
- 2006: IVB Kundencenter Innsbruck – everybody / jederkörper
- 2006: Wasserkraftwerk Naturstrom Mühlau Innsbruck – Stromkunst
- 2005: Volksschule Innere Stadt Innsbruck – low code
- 2004: p.m.k Innsbruck – ohne theorie keine revolution

## Ausstellungen (Auswahl)
- 2020: Tiroler Landesmuseum Ferdinandeum Innsbruck – dancefloor reloaded[11]
- 2018: Waltherhaus Bozen Bolzano –  chrishotphinterhubre[12]
- 2010: Kunstraum Bernsteiner Wien und Ve.Sch Raum und Form in der Bildenden Kunst Wien – big & full[13]
- 2009: Tiroler Landesmuseum Ferdinandeum Innsbruck[14]
- 2008: Kunstraum Innsbruck – self similar[15]
- 2006: Kunsthalle Wien project wall – social plasma[16]
- 2003: Frac des Pays de la Loire Nantes – coming closer
- 2001: Galerie Museum Bozen Bolzano – kapitalismus und flucht
- 2000: Temporary Services Chicago – hardcore (mit viennese lounge)
- 1999: Förderstand Art Cologne Köln
- 1997: Public Netbase T0 Wien – e~scape lounge
- 1996: Trabant Wien – off
- 1995: Trabant Wien – orgon proto
- 1991: Kunststrasse 91 Utopia Innsbruck, performance

Hinterhuber hat seit 1994 an mehreren Gruppenausstellungen in Europa teilgenommen.

## Arbeiten in Sammlungen (Auswahl)
- Artothek – Sammlung des Bundes, Österreich
- Sammlung der Stadt Wien
- MUMOK Wien[17]
- Sammlung Bernsteiner Wien
- Sammlung des Landes Tirol
- Sammlung der Stadt Innsbruck
- Sammlung Tiroler Landesmuseum Ferdinandeum
- Sammlung Land Südtirol
- Sammlung Südtiroler Kulturinstitut
- Sammlung Josef Kreuzer Bozen
- Fonds National d’Art Contemporain Paris

## Publikationen (Auswahl)
- 2018: chrishotphinterhubre, Südtiroler Kulturinstitut (ed.), Athesiadruck, Bozen.
- 2009: Christoph Hinterhuber, Wolfgang Meighörner, Bernhard Braun (ed.), published by Tiroler Landesmuseen, ISBN 978-3-900083-21-2.
- 2007: flesh flashes – Christoph Hinterhuber Peter Senoner mit einem Text von Sabine Folie, goethe2 gallery Bozen (ed.), Verlag für Moderne Kunst, Nürnberg, ISBN 978-3-940748-08-9.
- 2003: coming closer Galerie E.&K. Thoman Innsbruck (ed.), published by Galerie E.&K. Thoman Innsbruck, ISBN 3-902315-02-4,
- 2001: christoph hinterhuber, Nouvelle Galerie Grenoble (ed.), Les Presses du Réel Dijon.